# Дереволаз-серподзьоб темнолобий
Дереволаз-серподзьоб темнолобий (Campylorhamphus falcularius) — вид горобцеподібних птахів родини горнерових (Furnariidae). Мешкає в Південній Америці.

## Поширення і екологія
Темнолобі дереволази-серподзьоби мешкають на південному сході Бразилії (від Чапади-Діамантіни в штаті Баїя до штату Ріу-Гранді-ду-Сул), на сході Парагваю (Альто-Парана, Ітапуа) та на північному сході Аргентині (Місьйонес, північно-східний Коррієнтес). Вони живуть у сухих і вологих атлантичних лісах і саванах. Зустрічаються на висоті до 1600 м над рівнем моря.